# Gentianopsis barbellata
Gentianopsis barbellata är en gentianaväxtart som först beskrevs av Georg George Engelmann, och fick sitt nu gällande namn av Hugh Hellmut Iltis. Gentianopsis barbellata ingår i släktet strandgentianor, och familjen gentianaväxter. Inga underarter finns listade i Catalogue of Life.